# Broadway (Los Ángeles)

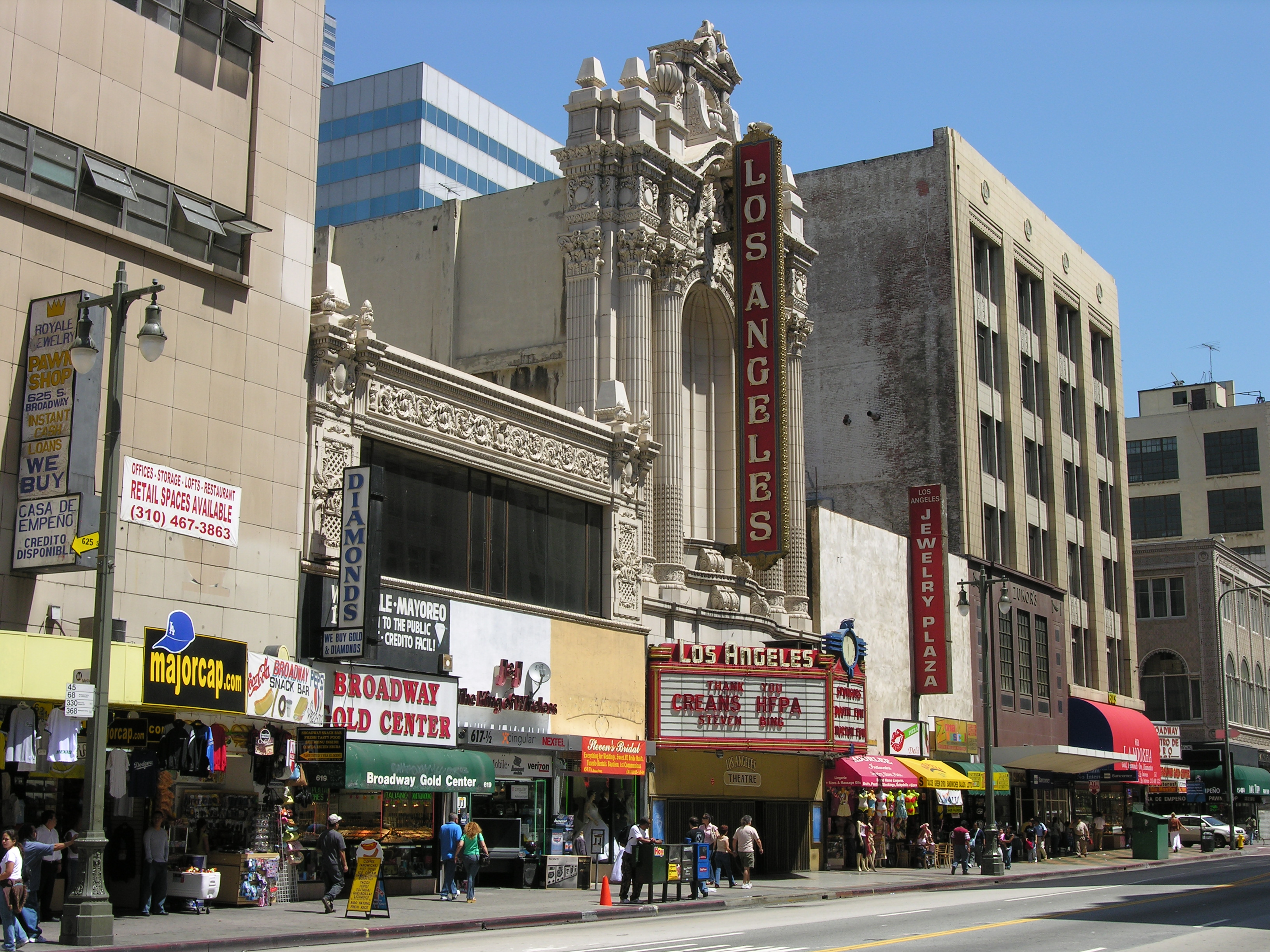
El cine "Los Ángeles sobre Broadway.

Broadway es una avenida principal de la ciudad de Los Ángeles, California. La parte de la avenida que pasa por el centro histórico de dicha ciudad forma una zona histórica de cines y teatros, oficialmente reconocida a nivel nacional y municipal. Además, la misma zona contiene muchos edificios que en la primera mitad del siglo veinte, formaban la zona de compras más importante de la ciudad, con varias grandes tiendas departamentales y replete con tiendas de ropa y productos para el hogar. En la segunda mitad del siglo XX era un centro importante de la comunidad hispana, dado que muchos cines mostraban películas mexicanas, y muchas de las tiendas se dirigían al público latino. Ahora la zona se encuentra en un proceso de gentrificación; y las tiendas latinas existen al lado de hoteles chic como el Ace y el Hoxton, y tiendas de ropa de marcas de lujo.

## Ubicación
Empieza desde Mission Road en Lincoln Heights dirigiéndose al oeste (aunque los letreros a lo largo de la calle dicen "North Broadway"). Después de cruzar la  Autovía Golden State (Interestatal 5), gira al suroeste, pasando sobre las antiguas vías del ferrocarril al norte del Centro antes de descender en el Barrio Chino, pasando sobre Central Plaza y Dragon Gate. Luego cruza la Avenida César Chávez y la  Autovía Hollywood, luego Broadway entra en el Los Angeles Civic Center. Broadway luego pasa por el edificio del Los Angeles Times en la Primera Calle y entra al distrito histórico del commercial district.
Desde el Centro, continúa hacia el sur en el Sur de Los Ángeles por 10 millas (16,1 km), uniéndose en Main Street justo al norte de la  Autovía San Diego en Carson. Una sección de Broadway en el Sur de Los Ángeles se llamaba Avenida Moneta.

## Teatros famosos
Sobre Broadway entre la Calle Tercera y Olympic Boulevard que juntos pertenecen a un distrito histórico que representa el agrupamiento más grande de cines construidas antes de la Segunda Guerra Mundial en los Estados Unidos.  El registro nacional estadounidense de lugares históricos (en inglés, NRHP) refiere al distrito como el Broadway Theater and Commercial District, mientras la alcaldía de Los Ángeles lo llama Broadway Theater and Entertainment District.
Después de la Segunda Guerra Mundial, mientras la población no-hispanohablante de la ciudad se mudaba lejos del centro histórico mientras las zonas céntricas se poblaban más y más por hispanos, muchos cines y teatros sobre Broadway mostraban películas y espectáculos en español. El periódico Los Angeles Times escribía que "sin la comunidad hispana, Broadway estaría muerta".  El periodista Jack Smith escribió que "el renacimiento Latino ha rescatado y revitalizado la calle Broadway".
El distrito incluye los siguientes cines:
- Million Dollar Theater (1918), el primer cine de Sid Grauman, quien abriría posteriormente el cine "chino"  Grauman's Chinese Theatre en Hollywood;
- Roxie Theatre
- Cameo Theatre
- Arcade Theatre
- Los Angeles Theatre (1931)
- Palace Theatre (1911)
- State Theatre
- Globe Theatre
- Tower Theatre (1927)
- Rialto Theatre
- Orpheum Theatre (1926)
- United Artists Theatre (1927) - ahora parte del hotel Ace

## Zona de compras

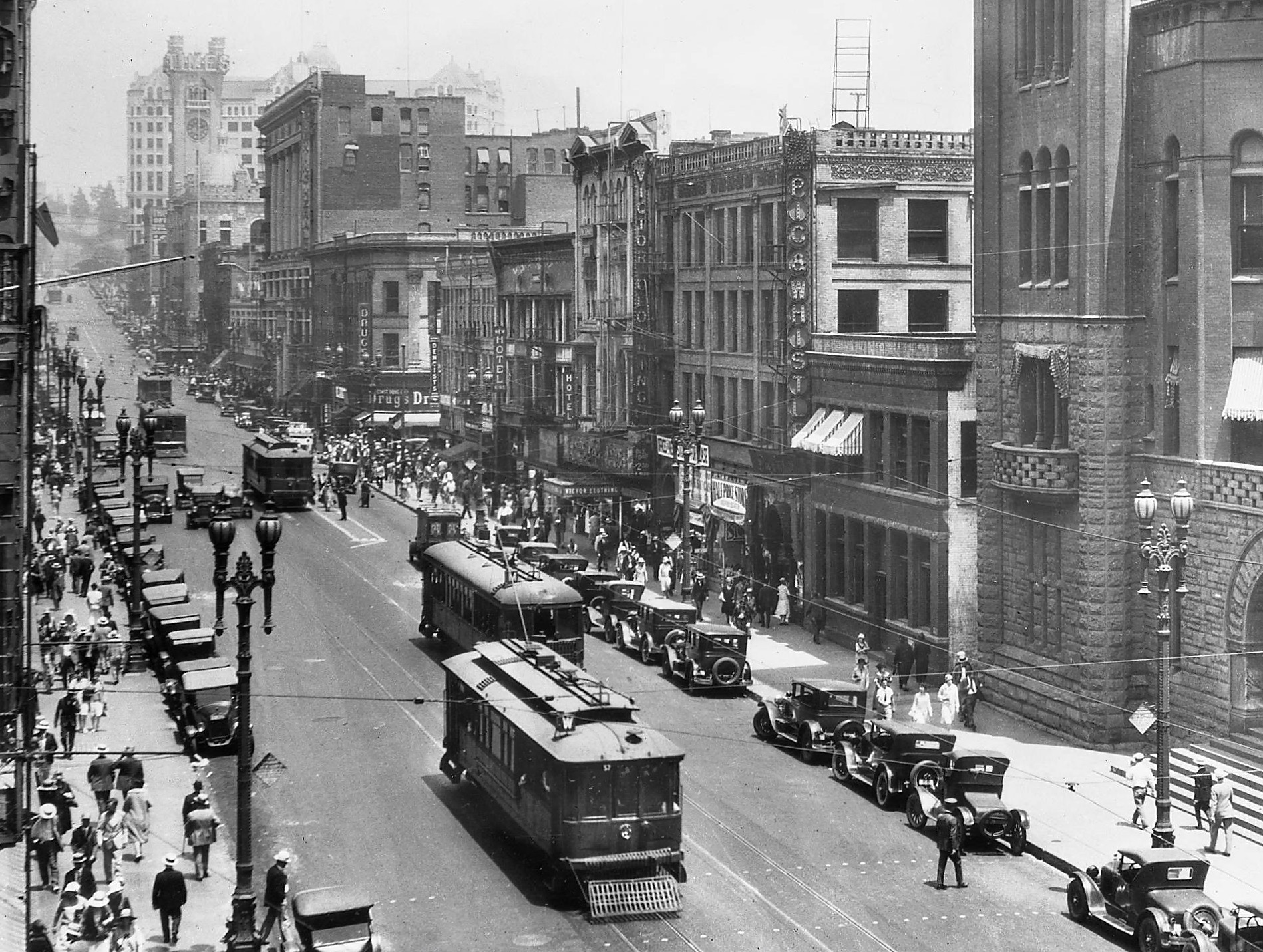
Mirando hacia el norte a lo largo de Broadway, y su lado oriental en el año 1924. Arriba a la izquierda, el antiguo edificio Los Angeles Times estilo castillo, y detrás el antiguo Registro Público (Hall of Records). El edificio Cámara de Comercio, Broadway no. 128. Farmacia en el edificio Hellman (no. 144–6) esquina noreste de la Calle 2ª. Dentista en el edificio Nolan, Smith and Bridge Bldg. (no. 200–4), esquina sureste de la 2ª. Hotel ¨New King Hotel¨ en el edificio Gordon (no. 206–10). Victor Clothing donde estaba ubicado del 1926 al 1964 en el edificio Crocker (no. 212–6). Restaurante y dulcería ¨Pig 'n Whistle¨ en el edificio Copp (no. 218–224). El Palacio Municipal del año 1888 se ve al extremo derecho.
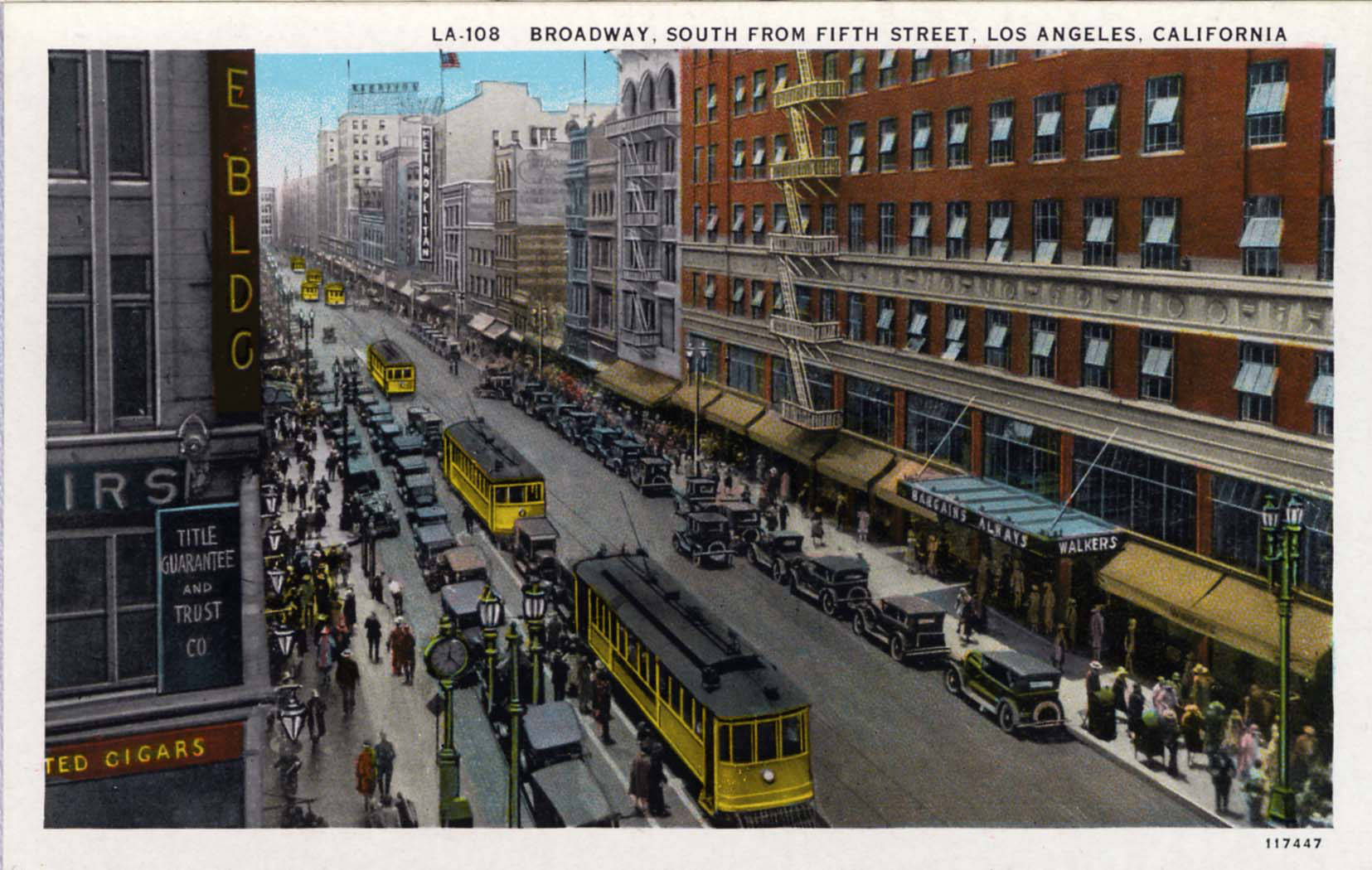
Tarjeta postal con vista de la calle Broadway en 1927, cuando era la zona de compras más importante de Los Ángeles. Se ven los grandes almacenes de Walker's y los tranvías urbanos amarillos del Los Angeles Railway.

Entre 1905 y 1960 aproximadamente, Broadway junto con la Calle Séptima representaban la zona de compras más grande de la ciudad, con grandes almacenes que alcanzaban hasta una manzana entera de la ciudad, tales como Bullock's, The Broadway, May Company, Walker's, Silverwoods, Swelldom y Harris & Frank sobre Broadway, y J. W. Robinson's, Ville de Paris, Haggarty's, Myer Siegel, Coulter's y Barker Brothers sobre la Séptima. En las décadas de los años 1970 se cerraban los grandes almacenes. En las plantas bajas de los edificios de los grandes almacenes sobre Broadway, algunos espacios fueron convertidos a espacios de venta dirigidos al mercado latino, sean tiendas o mercados "swap meet". Algunos más se convirtieron en mercados de joyería y relojes.

## Revitalización
Desde 2008 la calle se encuentra en un proceso de gentrificación, donde negocios nuevos como el Hotel Hoxton, tiendas de café estilo hipster, tiendas de ropa de marca, y cines que estrenan películas de arte, atraen un público general (hispano y no hispano) más adinerado al lado de los negocios que siguen sirviendo al público hispano que busque mercancía a precios accesibles.

## Transporte público
Líneas del Metro Local 2, 4, 30, 31, 40, 42, 45, 214, y la 302 opera en Broadway, al igual que las líneas del Metro Rapid 730, 740 y 745.